# Josef Lederer (Geistlicher)
Josef Lederer (* 11. April 1922 in Großenried; † 3. September 2010 in Ingolstadt) war ein römisch-katholischer Geistlicher, Kirchenrechtler und Dompropst sowie Apostolischer Protonotar des Bistums Eichstätt. 

## Leben
Nach dem Besuch des Humanistischen Gymnasiums in Eichstätt wurde Lederer 1941 unmittelbar nach dem Abitur zum Arbeitsdienst und wenig später zum Militär eingezogen; er wurde in Russland dreimal verwundet und verlor unter anderem ein Auge. 1944 erhielt er das Eiserne Kreuz 1. Klasse sowie das Verwundetenabzeichen in Silber. Nach dem Ende des Zweiten Weltkrieges studierte Lederer Theologie an der Philosophisch-Theologischen Hochschule Eichstätt. 1950 empfing er die Priesterweihe. 
Lederer war erst als Kaplan tätig und wurde in München mit der Arbeit über den Dispensbegriff des kanonischen Rechtes zum Doktor des kanonischen Rechts promoviert. Nach einer Tätigkeit im Generalvikariat wurde er an die Hochschule Eichstätt als Ordinarius auf den Lehrstuhl für Kirchenrecht und Christliche Gesellschaftslehre berufen, wo er bis 1973 lehrte. Von 1968 bis 1970 war er Rektor der Eichstätter Hochschule. Nach seiner Emeritierung 1973 wurde er als Domdechant am Dom zu Eichstätt gewählt. Seit 1966 war Josef Lederer für die Rechtspflege im Diözesanbereich als Offizial zuständig und von 1988 bis 1997 als Vizeoffizial des Diözesangerichts. Als Ständiger Stellvertreter des Bischofs im Stiftungsrat war er von 1972 bis 1983 am Ausbau der Kirchlichen Gesamthochschule zur Katholischen Universität Eichstätt beteiligt. An der Würzburger Gemeinsamen Synode der Bistümer in der Bundesrepublik Deutschland von 1971 bis 1975 engagierte er sich als Berater der Sachkommission „Formen der Mitverantwortung in der Kirche“ mit. Von 1964 bis 1992 war er Schriftleiter des vom Klerusverband in München herausgegebenen Pfarramtsblattes.   
Von 1988 bis zu dessen Auflösung 1999 war er Mitglied des bayerischen Senats. In der Sedisvakanz von Mai 1995 bis März 1996 leitete er als Diözesanadministrator die Diözese.
Für sein Engagement wurde er 1993 mit dem Bundesverdienstkreuz am Bande und 1995 mit dem Bayerischen Verdienstorden ausgezeichnet. Papst Johannes Paul II. verlieh ihm 1998 den Ehrentitel Apostolischer Protonotar. Seit dem Jahr 2000 war er Träger der Bürgermedaille der Stadt Eichstätt.